# Martin Hawkins
Martin Hawkins (Estados Unidos, 20 de febrero de 1888-27 de octubre de 1959) fue un atleta estadounidense, especialista en la prueba de 110 m vallas en la que llegó a ser medallista de bronce olímpico en 1912.

## Carrera deportiva
En los JJ. OO. de Estocolmo 1912 ganó la medalla de bronce en los 110 m vallas, empleando un tiempo de 15.3 segundos, llegando a meta tras sus compatriotas Frederick Kelly (oro con 15.1 s) y James Wendell (plata con 15.2 segundos).